# 长沙伍家岭砍人事件
长沙伍家岭砍人事件是于2014年3月14日上午发生在湖南省长沙市开福区伍家岭街道辖区内的一起无差别砍杀事件；事发地点位于伍家岭街道沙湖桥农贸市场附近。
海比尔·图尔迪（男，21岁）于该年2月1日来到长沙，在其同乡的饼店打工。他性格内向，脾气暴躁，与同事买买提阿卜拉·买买提尼亚孜（男，22岁）曾因琐事多次争吵，因其来长沙后不习惯当地生活，对工作、生活感到很失意，不服从店内安排，14日早上，老板表示将他辞退。10时许，海比尔·图尔迪与买买提阿卜拉·买买提尼亚孜再次发生争执，海比尔·图尔迪持刀将后者砍倒在地，猛砍致其死亡后情绪极度失控，开始袭击现场群众，砍伤刘某等4人，其中两人当场死亡，两人送医院抢救无效死亡。长沙市特巡警接警后约2分半钟赶到现场，鸣枪示警。歹徒拒不配合并企图袭警，警察开枪将其击毙。警方在现逮捕2人，后又逮捕3人，经查与此案无关。

## 影响
受到影响当事发地旁的国庆小学中午所有学生暂不放学。